# Horia Sima

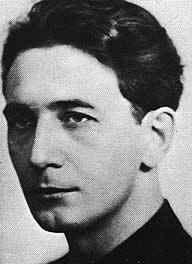
Horia Sima.

Horia Sima (Făgăraș, Romênia, 3 de julho de 1906 - Madrid, Espanha, 25 de maio de 1993) foi um  político fascista romeno, um íntimo colaborador do líder fascista Corneliu Zelea Codreanu e seu sucessor como líder da Guarda de Ferro, e comandante do Movimento Legionário.
Aderiu ao movimento fascista da Guarda de Ferro em 1927, e tornou-se líder do movimento em 1938. O rei Carol II proibiu a Guarda logo depois, assim Sima fugiu para a Iugoslávia e depois para a Alemanha. Ele voltou para a Romênia em 1940, o rei, tentando manter algum poder, convidou-o para participar do gabinete: de julho de 1940 a setembro de 1940, foi ministro da Cultura e dos Cultos no governo sob Ion Gigurtu. Após a abdicação forçada do Rei Carol II, Sima estabeleceu conjuntamente com a ditadura do general Ion Antonescu, o chamado "Estado Nacional Legionário", no qual de setembro de 1940 a janeiro de 1941 serviu como vice-primeiro-ministro.
Depois de uma ruptura entre Sima e Antonescu em relação às suas políticas, Horia Sima tentou assumir o governo, encenando uma revolta da Guarda de Ferro contra o Marechal Ion Antonescu e o exército romeno. Antonescu rapidamente sufocou a revolta, e Sima fugiu para a Alemanha, onde ele foi, de dezembro de 1944 a maio de 1945.
Apesar de ter sido condenado à morte em dois julgamentos, Horia Sima finalmente fugiu para a Espanha, onde viveu exilado como líder de um grupo dissidente da Guarda de Ferro até a sua morte.

## Ligações Externas
- HoriaSima.com - página da web dedicada ao Comandante Horia Sima
- Leadership of the Iron Guard
- Romanian volunteers in the Waffen-SS by Marc Rikmenspoel